# Pic à dos vert
Campethera maculosa permista
Sous-espèce
Synonymes
- Picus permistus (Protonyme)
- Campethera permista
- Campethera cailliautii angolensis
- Campethera cailliautii togoensis

Le Pic à dos vert (Campethera maculosa permista) est une sous-espèce du Pic barré, oiseau de la famille des Picidae. Son aire de répartition s'étend sur le Ghana, le Cameroun, le Soudan, l'Éthiopie, l'Ouganda, la République démocratique du Congo et l'Angola.

## Systématique
Le statut de cette sous-espèce est plutôt incertain ; longtemps considérée comme une espèce à part entière, elle a par la suite était considérée comme une sous-espèce du Pic de Cailliaud, mais est désormais regroupée avec le Pic barré par HBW et le COI (le COI s'appuyant sur le jugement de HBW), au regard de considérations morphologiques,. Clements la considère toujours comme une sous-espèce du Pic de Cailliaud. Les deux espèces étant fortement apparentées, la question pourra difficilement être tranchée ; une étude génétique de 2017 suggère qu'elle est plutôt apparentée au Pic de Cailliaud, mais relève la faible différence génétique et la difficulté d'estimer les échanges génétiques entre leurs populations.